# جرائم قتل باتوريس بارك
جرائم قتل باتوريس بارك هي سلسلة من 13 جريمة قتل لرجال مثليين ارتكبت بين فبراير 2007 وأغسطس 2008. وقد وقعت جرائم القتل في باتوريس بارك («باركي دوس باتوريس») في كارابيكويبا البرازيل، وارتكبها قاتل متسلسل مجهول الهوية يُطلق عليه اسم «معتوه قوس قزح».

## القتل والتحقيق
وقعت عمليات القتل بين فبراير 2007 وأغسطس 2008 في باتوريس بارك. وتراوحت أعمار الضحايا وجميعهم من الرجال المثليين بين 20 و40 عاما. أصيبوا جميعا باستثناء واحد 12 منهم في الرأس، مات واحد من ضربات في الرأس. تم إطلاق النار على الضحية الأخيرة. وفقًا لوسائل الإعلام البرازيلية تقع الحديقة في منطقة يرتادها البغايا. أطلقت الشرطة على القاتل لقب «معتوه قوس قزح»، في إشارة إلى علم فخر المثليين.
وقعت جريمة القتل الأولى في 4 يوليو 2007 والأخيرة في 15 مارس 2009.
أعلن مسؤولون من إدارة السلامة العامة بولاية ساو باولو أن القاتل قد يكون ضابط شرطة الولاية. اعتبارًا من عام 2008 جرت الاختبارات لمعرفة ما إذا تم استخدام نفس البندقية في كل جريمة قتل.

## المشتبه به
في 10 ديسمبر 2008 ألقت الشرطة القبض على رقيب متقاعد من شرطة الولاية جايرو فرانسيسكو فرانكو بناءً على إفادات شهود تورطه في جريمة قتل وقعت في 19 أغسطس 2008. يدعي شاهد أنه رأى فرانكو يطلق النار على رجل أسود مثلي الجنس 12 مرة في تلك الليلة. قال شاهد آخر للشرطة إن فرانكو غالبًا ما كان يزور المتنزه للبحث عن رجال مثليين وضحايا.

## إطلاق السراح
في 23 أغسطس 2011 أُطلق سراح خايرو فرانسيسكو فرانكو بعد المحاكمة، بعد أن أعلنت هيئة المحلفين أنه غير مذنب بأربعة أصوات مقابل 2.